# Holger Jensen (trädgårdsmästare)
Niels Peter Holger Jensen, född 4 juni 1881 i Helsingborg, död 15 december 1954 i Ramlösa, Helsingborg, var en svensk trädgårdsmästare och växtförädlare.
Holger Jensen var son till trädgårdsdirektören Nils Peter Jensen den yngre. Efter läroverksstudier i Helsingborg genomgick han 1899–1900 Pomologisches Institut i Reutlingen och bedrev i flera år praktiska studier i trädgårdsskötsel i Tyskland. Från 1907 var han ägare till Ramlösa plantskola i Helsingborg, vilken grundades av Holger Jensens farfar 1839. Under Holger Jensens ledning nådde företaget en betydande omfattning och omfattade förutom plantskola en av Sveriges största fruktträds- och bärbuskodlingar, bland annat omfattande 23.000 äppelträd. Därutöver var Holger Jensen verksam som växtförädlare och åstadkom genom kromosomfördubbling uppmärksammade resultat bland annat med sockerbetsfrö och diverse trädgårdsväxter och skogsträd. Han utgav skrifter rörande trädgårds- och skogsskötsel. Holger Jensen blev 1945 ledamot av Lantbruksakademien. Vid invigningen av Göteborgs universitet 1954 promoverades han till  filosofie hedersdoktor. Han är begravd på Pålsjö kyrkogård.